# Kaple Panny Marie (Brzice)
Hřbitovní Kaple Panny Marie je římskokatolická kaple v obci Brzice. Patří do farnosti Chvalkovice.

## Historie
Hřbitov i kaple byly postaveny roku 1898.

## Bohoslužby
Pravidelné bohoslužby se nekonají.